# بیرندیل (پنسیلوانیا)
بیرندیل (به انگلیسی: Byrnedale) یک منطقهٔ مسکونی در ایالات متحده آمریکا است که در شهرستان الک، پنسیلوانیا واقع شده‌است. بیرندیل ۳٫۲ کیلومتر مربع مساحت و ۴۲۷ نفر جمعیت دارد و ۳۷۳٫۳۸ متر بالاتر از سطح دریا واقع شده‌است.